# エメリービル駅
エメリービル駅 (英語: Emeryville Station)は、アメリカ合衆国カリフォルニア州アラメダ郡エメリービル市のユニオン・パシフィック鉄道の線路に設けられたアムトラックの鉄道駅である。プラットホーム、駅舎、付属の駐車場はエメリービル市が所有している。
カリフォルニア・ゼファーの西側のターミナル駅であり、キャピトル・コリドー、サン・ホアキン、コースト・スターライトの停車駅である。この駅はサンフランシスコの玄関口になっていて、当駅とサンフランシスコ市内の間にはアムトラックの連絡バスアムトラック・スルーウェイが列車の発着に合わせて運行されている。駅はベイブリッジの近くにあるため、サンフランシスコとの行き来には適した場所といえる。

## 歴史
エメリービル駅はかつてオークランド市にあったオークランド16番通り駅 (Oakland 16th Street Station)の代わりとして開設された。16番通り駅は1912年にサザン・パシフィック鉄道の駅として開業し、後にアムトラックが使用するようになったが、1989年のロマ・プリータ地震で駅舎が大きく損傷してしまった。そのため隣接する建物を駅舎に使用していたが、1993年に新たにそこから3キロメートル北のエメリービル市内にエメリービル駅が作られ、16番通り駅は翌1994年に廃止された。それに伴ってカリフォルニア・ゼファーの営業距離は3キロメートル短くなった。なお、1995年には旧駅から5キロメートル南に新しいオークランド駅としてオークランド - ジャック・ロンドン・スクエア(Oakland - Jack London Square)駅が開業している。

## 乗り換え
BART(ベイエリア高速鉄道)はエメリービル市内を通っていないが、エメリービル市が無料のバス、エメリー・ゴーラウンド(Emery Go-Round)を運行しており、これを利用すればエメリービル駅からBARTのマッカーサー駅(MacArthur Station)に行くことができる。

## 接続バス
線路東側 (駅舎正面側)
- アムトラックの連絡バス - サンフランシスコ行[注 4]
- エメリー・ゴーラウンド Hollis線[2] - BARTマッカーサー駅行 (無料、平日のみ運行)

線路西側
- エメリー・ゴーラウンド Shellmound/Powell線[3] - BARTマッカーサー駅行 (無料、毎日運行)
- ACトランジット(AC Transit)[注 5]
  - F系統 サンフランシスコ(トランスベイ・テンポラリー・ターミナル)行 - Shellmound St & Powell St 停留所
  - F系統 バークレー(カリフォルニア大学バークレー校)行  - Christie St & Black Bear Diner 停留所
  - 26系統 オークランド行 - Shellmound St & Amtrak 停留所

## 道路
ベイブリッジにつながる州間高速道路80号線の出入り口が駅から数百メートルのところにある。

## 周辺
エメリービル駅の正面入口はこの町の繁華街から見ると北の方角になり、かつ線路の反対側である。そのため駅舎周辺は人通りもあまりなく、旅行者が利用できるような店はごく少ない。多くの商業施設やホテルは駅のホームから跨線橋を渡ったところを通るシェルマウンド・ストリート沿いとその周辺に集中しており、徒歩あるいは無料のバス、エメリー・ゴーラウンドで行くことができる。この町の繁華街、ベイ・ストリート(Bay Street Emeryville)は跨線橋から南500メートルに位置している。